# Phuket
Phuket (/puːˈkɛt/; en tailandés: ภูเก็ต) es una ciudad en el sureste de la isla de Phuket, Tailandia. Es la capital de la Provincia de Phuket. A fecha de 2018 la ciudad tenía una población de 151.146 habitantes. Cubre los subdistritos (tambon) Talat Yai (tailandés:) y Talat Nuea (en tailandés: ตลาดใหญ่) de distrito Mueang Phuket.

## Historia

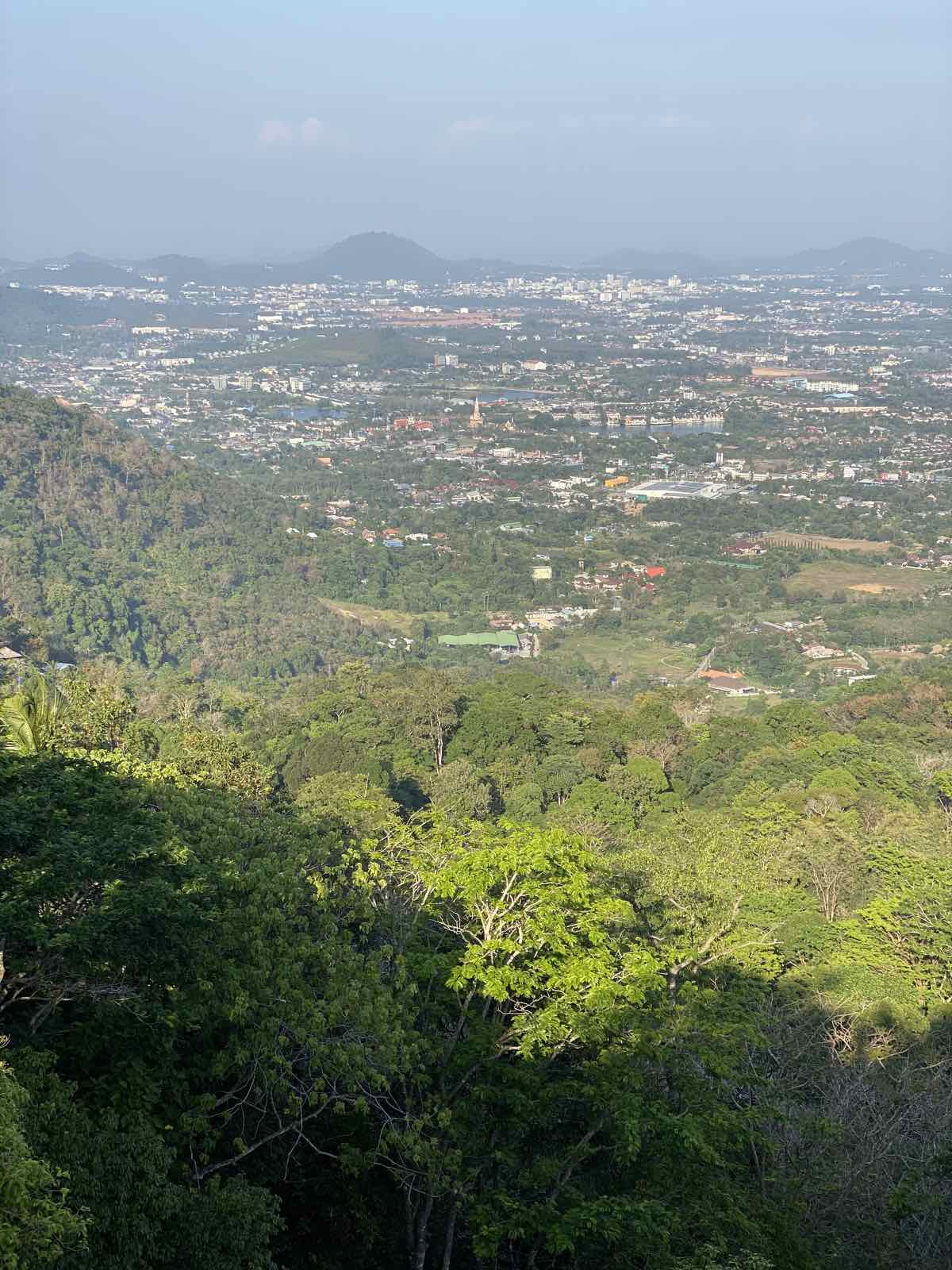
Vista de la ciudad de Phuket desde la colina Khao Rang

Phuket es una de las ciudades más antiguas de Tailandia. Era un puerto importante en el oeste de la península malaya donde los inmigrantes chinos desembarcaron por primera vez.
Los edificios antiguos en la ciudad de Phuket indican su antigua prosperidad. Fueron construidos cuando la minería del estaño fue un importante en la isla. El estilo arquitectónico, llamado "chino-portugués", es europeo mezclado con chino moderno. La característica es una casa de una o dos plantas con un frente estrecho compensado por una profundidad considerable. Los azulejos, puertas, ventanas perforadas y otros detalles están influenciados por estilos chinos y europeos mezclados.
El 13 de febrero de 2015, la localidad fue elevada a estatus de ciudad (thesaban nakhon, en tailandés: เทศบาลนคร ).